# Guo Li
Pour les articles homonymes, voir Guo.
Guo Li est une nageuse synchronisée chinoise née le 11 mai 1993 à Nankin. Elle remporte la médaille d'argent du ballet aux Jeux olympiques d'été de 2016 à Rio de Janeiro.